# Martin Deutsch
Martin Deutsch (Vienna, 29 gennaio 1917 – Cambridge, 16 agosto 2002) è stato un fisico austriaco-statunitense, professore di fisica al Massachusetts Institute of Technology (MIT)  e noto per essere lo scopritore del positronio che trova applicazione nello studio della struttura elettronica dei materiali.

## Biografia
Deutsch nacque nel 1917, durante la prima guerra mondiale, da una coppia di medici ebrei (Felix e Helene Deutsch). Sua madre, Helene German (1884-1982), era una professoressa di psichiatria all'Università di Vienna e l'ultima allieva di Sigmund Freud, che la nominò capo del suo Istituto di formazione psicoanalitica di Vienna nel 1923. Nel 1934, dopo la presa del potere in Austria da parte di Engelbert Dollfuß, Deutsch si trasferì a Zurigo, in Svizzera, dove andò a scuola e frequentò per un semestre il Politecnico federale svizzero.
L'anno successivo, il giovane Martin Deutsch accompagnò sua madre in un viaggio negli Stati Uniti. Durante il loro viaggio di andata, gli italiani invasero l'Etiopia; la famiglia decise che sarebbe stato meglio reinsediarsi in America. Nell'ottobre 1935 si trasferirono così a Cambridge, nel Massachusetts, dove entrambi i genitori divennero psichiatri influenti. Lui si iscrisse al MIT, dove eccelleva in matematica e fisica. Si laureò nel 1937, dopo solo due anni di studi e aver frequentato anche il laboratorio del fisico sperimentale George Harrison. Nel 1939 si sposò e nel 1941 ottenne il dottorato sotto la guida di Robley D. Evans (tesi: "A study of nuclear radiations by means of a magnetic lens beta ray spectrometer").

### Lavoro sul Progetto Manhattan
Poiché nel 1941 Deutsch era ufficialmente ancora un cittadino tedesco (la Germania annesse l'Austria nel 1938; in base alle leggi di Norimberga, gli ebrei furono considerati cittadini del Reich), fu classificato dal governo degli Stati Uniti come "straniero nemico". Deutsch era un antinazista convinto e voleva aiutare lo sforzo bellico statunitense, e così dovette aspettare due anni per ricevere un nulla osta di sicurezza. Durante quel periodo, fece ricerca al MIT.
Deutsch arrivò a Los Alamos nel 1943 e iniziò a lavorare a stretto contatto con Emilio Segrè su problemi riguardanti la fisica della fissione nucleare. Lavorò anche con il suo futuro collega al MIT, Victor Weisskopf. Come si scoprì, avevano frequentato lo stesso liceo a Vienna, ma non nello stesso periodo: Weisskopf si diplomò l'anno in cui Deutsch entrò nella scuola.

### La ricerca al MIT
Deutsch tornò al MIT nel 1946, unendosi ai suoi colleghi di Los Alamos Victor Weisskopf e Bruno Rossi, e vi rimase fino al suo pensionamento. Dal 1973 al 1979 fu capo del Laboratorio di Scienze Nucleari (LNS) del MIT, seguito da Francis Low. Uno dei suoi studenti fu Henry W. Kendall che vinse il Premio Nobel per la Fisica nel 1990. Inoltre portò al MIT anche Samuel Chao Chung Ting, dove svolse il lavoro per il quale ricevette il premio Nobel per la Fisica nel 1976.
Nel 1951 riuscì a confermare sperimentalmente l'esistenza del positronio, un sistema importante per la verifica precisa dell'elettrodinamica quantistica, allora in fase di sviluppo, e formato da elettroni e positroni che ruotano l'uno attorno all'altro. Deutsch misurò anche il suo spettro e altre proprietà fisiche. Essendo costituito da un elettrone e dalla sua antiparticella, il positrone decade in fotoni in brevissimo tempo: allo stato fondamentale, un decimo di nanosecondo nel caso del para-positronio (spin 0), che decade in due o più generalmente in un numero pari di fotoni, 140 nanosecondi nel caso dell'orto-positronio (spin 1), che decade in tre fotoni. Le proprietà del positronio furono previste teoricamente già nel 1932 da Carl David Anderson del Caltech.

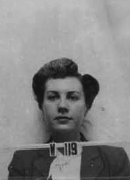
Suzanne Deutsch

Nel 1953, German fu eletto all'American Academy of Arts and Sciences. Dal 1958 fu anche membro dell'Accademia Nazionale delle Scienze. Nel 1987 è stato creato il "Martin Deutsch Student Award" per riconoscere l'eccezionale lavoro sperimentale di uno studente laureato in fisica del MIT.
Deutsch morì nel 2002 nella sua casa di Cambridge, nel Massachusetts.

## Vita privata
Nel 1939 sposò Suzanne Zeitlin, una nativa di Boston che si era appena laureata al Simmons College con un master in assistenza sociale. Ebbero due figli: L. Peter Deutsch (sviluppatore di Ghostscript e fondatore della società di software Aladdin) e Nicholas Deutsch.